# Malda, Estland
För andra betydelser, se Malda.
Malda är en by (estniska: küla) i sydvästra Estland. Den ligger i Audru kommun i landskapet Pärnumaa, 110 km söder om huvudstaden Tallinn. Malda ligger 14 meter över havet och antalet invånare är 116. Närmaste större samhälle är Pärnu, 12 km sydost om Malda. 
Trakten ingår i den hemiboreala klimatzonen. Årsmedeltemperaturen i trakten är 5 °C. Den varmaste månaden är augusti, då medeltemperaturen är 17 °C, och den kallaste är januari, med −7 °C.